# 虹ノ松原駅
虹ノ松原駅（にじのまつばらえき）は、佐賀県唐津市鏡虹町にある、九州旅客鉄道（JR九州）筑肥線の駅である。駅番号はJK17。

## 歴史
- 1924年（大正13年）7月7日：北九州鉄道の虹の松原駅として開設[2]。当時は西の終点だった。
- 1925年（大正14年）6月15日：（旧）東唐津へ延伸、途中駅となる。
- 1937年（昭和12年）10月1日：北九州鉄道が国有化[2]。鉄道省に移管、同時に虹ノ松原駅に改称される[2]。
- 1961年（昭和36年）12月1日：貨物取扱廃止[2]。
- 1972年（昭和47年）2月10日：荷物扱い廃止[3]。無人駅となる[4]。
- 1987年（昭和62年）4月1日：国鉄分割民営化に伴い、JR九州の駅となる[2]。
- 2010年（平成22年）3月13日：ICカード「SUGOCA」の利用を開始[5]。

## 駅構造
単式ホーム1面1線を有する地上駅。旧駅舎を縮小したと思われる簡易駅舎がある。
駅前商店による簡易委託駅だったが閉店して、無人駅となっている。自動券売機が設置されている。ICカードSUGOCAは出入場のみ対応。
駅舎横に男女別簡易水洗トイレがある。

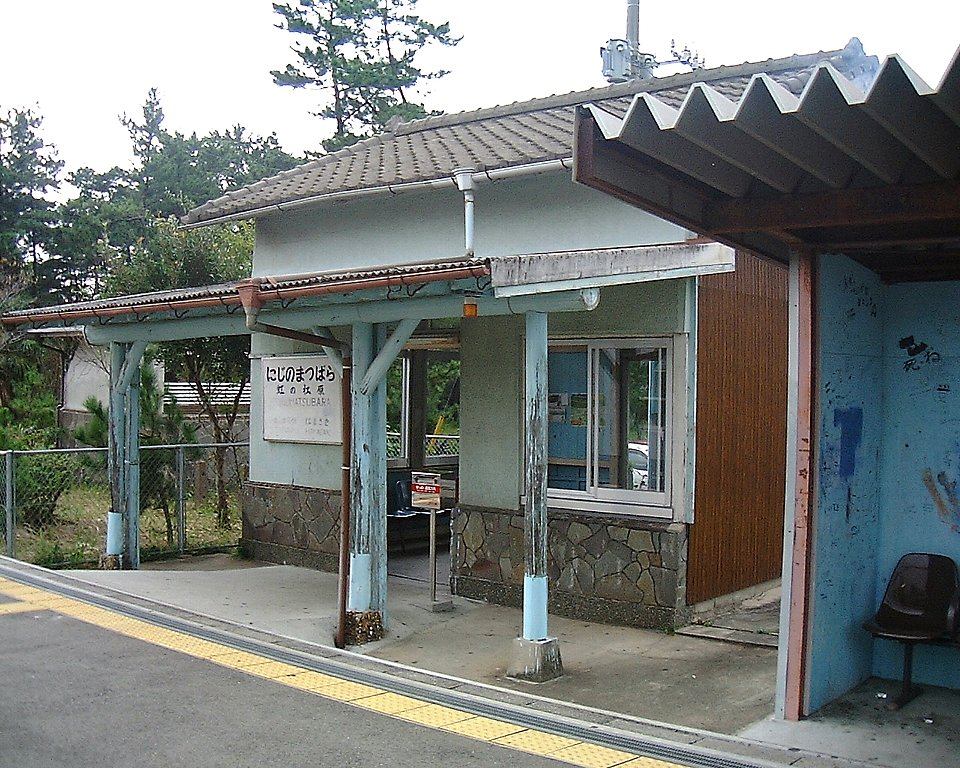
駅舎（構内側、2007年2月）
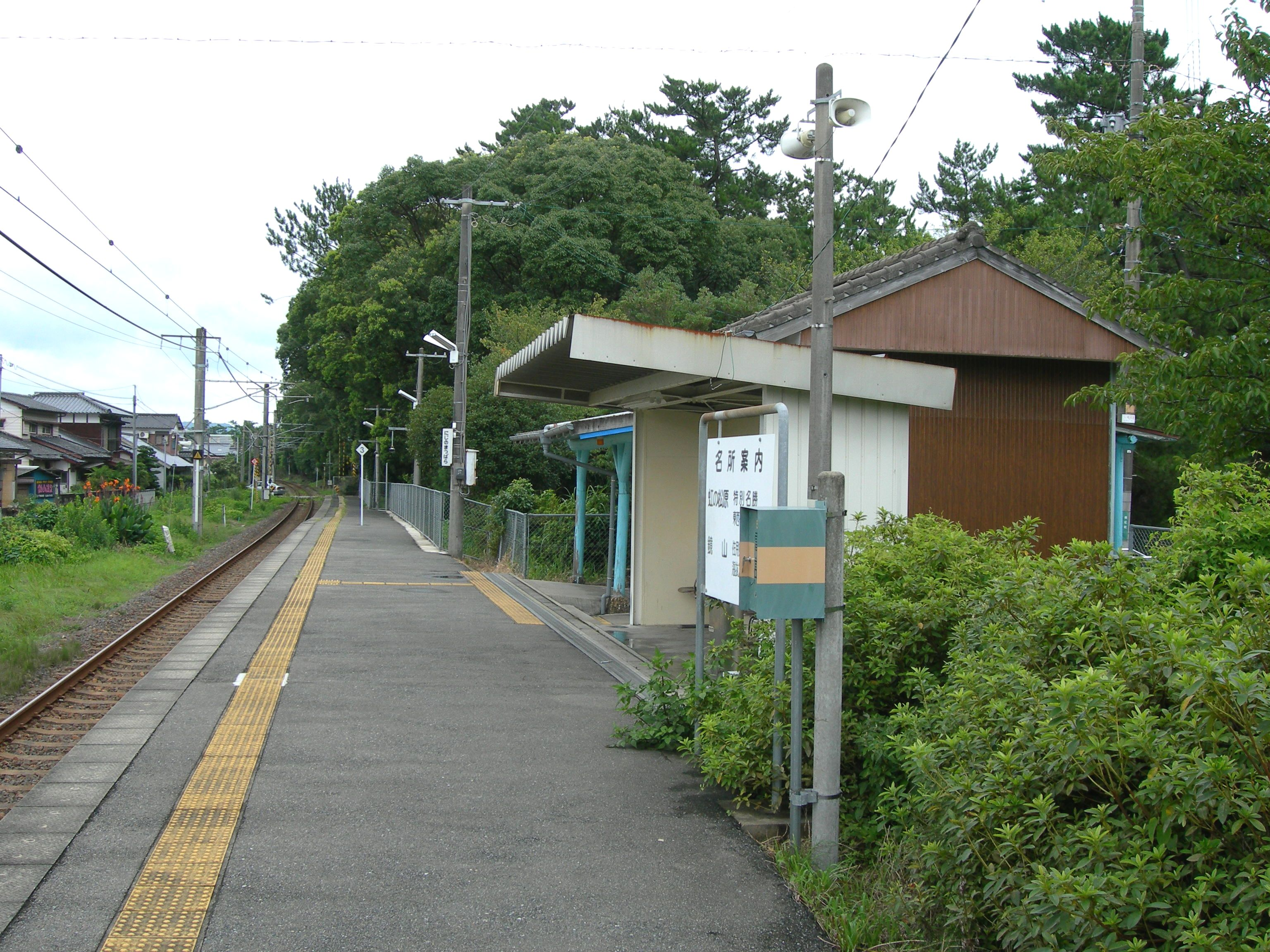
ホーム（2009年8月）

## 利用状況
2011年度の1日平均乗車人員は142人である。
| 年度   | 1日平均 乗車人員 |
| ------ | ---------------- |
| 2000年 | 216              |
| 2001年 | 229              |
| 2002年 | 219              |
| 2003年 | 186              |
| 2004年 | 171              |
| 2005年 | 157              |
| 2006年 | 152              |
| 2007年 | 139              |
| 2008年 | 130              |
| 2009年 | 130              |
| 2010年 | 144              |
| 2011年 | 142              |

## 駅周辺
- 虹の松原
- 鏡山
- イオン唐津ショッピングセンター
- ドン・キホーテ 唐津店

## 隣の駅
九州旅客鉄道（JR九州）
 筑肥線
■快速
通過
■普通
浜崎駅 (JK16) - 虹ノ松原駅 (JK17) - 東唐津駅 (JK18)